# 1902 a tudományban
Az 1902. év a tudományban és a technikában.

## Régészet
- Spyridon Stais felfedezi az Antiküthérai szerkezetet

## Élettan
- William Bayliss és Ernest Starling felfedezik az első hormont, a szekretint

## Kémia
- Auguste Verneuil kifejleszti a Verneuil folyamatot, melynek segítségével mesterséges rubint  állít elő.

## Matematika
- Henri Lebesgue publikálja a Lebesgue-integrál elméletét.

## Őslénytan
- Barnum Brown kiássa a második Tyrannosaurus megkövesedett maradványait.

## Díjak
- Nobel-díjak
  - Fizikai Nobel-díj: Hendrik Lorentz, Pieter Zeeman
  - Fiziológiai és orvostudományi Nobel-díj: Ronald Ross
  - Kémiai Nobel-díj: Hermann Emil Fischer
- A Royal Society érmei
  - Copley-érem: Joseph Lister
  - Buchanan-érem: Sydney Copeman
  - Darwin-érem: Francis Galton
  - Davy-érem: Svante August Arrhenius
  - Hughes-érem: Joseph John Thomson
  - Royal-érem: Edward Albert Sharpey-Schafer, Horace Lamb
  - Rumford-érem: Charles Algernon Parsons
- Wollaston-érem: Friedrich Schmidt

## Születések
- február 10. – Walter Brattain, Nobel-díjas amerikai feltaláló, fizikus († 1987)
- február 4. – Charles Lindbergh amerikai pilóta, író, feltaláló, felfedező († 1974)
- február 16. – Zhang Yuzhe, kínai csillagász († 1986)
- augusztus 8. – Paul Dirac, Nobel-díjas brit  fizikus, a kvantummechanika egyik megalapozója († 1984)
- augusztus 10. – Arne Tiselius Nobel-díjas svéd biokémikus († 1971)
- november 17. – Wigner Jenő Nobel-díjas magyar–amerikai fizikus († 1995)
- október 31. – Wald Ábrahám magyar-amerikai matematikus († 1950)

## Halálozások
- ?  – Vaszilij Vaszilijevics Dokucsajev, orosz geológus (* 1845)
- ?  – Eduard von Toll, balti-német geológus és felfedező, a Jeges-tenger és Kelet-Szibéria kutatója (* 1858)
- március 6. – Kaposi Mór, magyar bőrgyőgyász, a Kaposi-szarkóma első leírója (* 1837)
- április 2. – Abt Antal, magyar fizikus, egyetemi tanár, a földmágnesesség kutatója (* 1828)
- április 12. – Alfred Cornu, francia fizikus (* 1841)
- április 28. – Lazarus Immanuel Fuchs, német matematikus, aki a függvényelmélet, differenciálgeometria és variációszámítás területén tevékenykedett (* 1833)
- szeptember 5. – Rudolf Virchow, biológus és patológus (* 1821)
- december 22. – Richard von Krafft-Ebing, német-osztrák pszichiáter, szexológus (* 1840)